# Sanchong
Sanchong (chinesisch 三重區, Pinyin Sānchóng Qū, Pe̍h-ōe-jī Saⁿ-tēng-po• / Sam-tiông) ist ein Bezirk der Stadt Neu-Taipeh im Norden Taiwans, Republik China. Mit einer Bevölkerung von 389.805 Menschen (November 2013) auf einer Fläche von nur 16,32 km² gehört die Bevölkerungsdichte des Bezirks zu den höchsten ganz Taiwans. Vor der Eingemeindung in die Stadt Neu-Taipeh war Sanchong eine unabhängige Stadt im ehemaligen Landkreis Taipeh.

Hochhäuser in Sanchong

## Lage
Der am Tamsui-Fluss gelegene Bezirk grenzt im Norden an die Nachbarbezirke Luzhou und Wugu, im Westen und Süden an die Bezirke Xinzhuang und Banqiao, sowie im Osten an den Tamsui-Fluss, über den die Taipeh-Brücke hinüber zum Bezirk Datong der Stadt Taipeh führt.
Der Bezirk ist an das U-Bahn-Netz von Taipeh angebunden.

## Geschichte
Der ursprüngliche Name des Ortes, Saⁿ-tēng-po• (geschrieben 三重埔) entstammt der Min-Nan-Sprache der chinesischen Einwanderer, die das Gebiet des heutigen Großraums Taipeh im 18. und 19. Jahrhundert besiedelten, und bedeutet "Dritte Ebene". Der Name deutet auf die zeitliche Abfolge der Besiedlung der Ebenen am Tamsui-Fluss hin Später wurde der Name auf die ersten beiden Silben gekürzt und Sam-tiông (geschrieben 三重) ausgesprochen, was in hochchinesischer Aussprache Sanchong ergibt.
Der ursprünglich ländliche geprägte Ort entwickelte sich dank des Schiffsverkehrs auf dem Tamsui-Fluss und der wachsenden Bedeutung der angrenzenden Stadt Taipeh schon bald zu einem blühenden Geschäfts- und Handelszentrum. 1889 wurde die Taipeh-Brücke über den Tamsui-Fluss gebaut. Als wichtiger Verkehrsweg verbindet sie seither Sanchong mit der Stadt Taipeh.
Im Zuge der Industrialisierung Nord-Taiwans zur Zeit der japanischen Herrschaft über Taiwan wuchs die Bevölkerung Sanchongs derart, dass es 1947 den Status einer Stadtgemeinde (鎮 zhèn) und 1962 den Status einer Stadt (市 shì) im Landkreis Taipeh erhielt. Nach der Auflösung des Landkreises wurde Sanchong 2010 als Bezirk in die neu gebildete Stadt Neu-Taipeh eingegliedert.